# La tregua
Pour plus de détails, voir Fiche technique et Distribution.
La tregua est un film argentin réalisé par Sergio Renán, sorti en 1974. Le film fut nommé à l'Oscar du meilleur film en langue étrangère, ce fut le premier film argentin à avoir été nommé dans cette catégorie. Il est adapté du roman La Trêve de l'écrivain uruguayen Mario Benedetti publié en 1960. 

## Fiche technique
- Titre : La tregua
- Réalisation : Sergio Renán
- Scénario : Sergio Renán et Aída Bortnik d'après le roman de Mario Benedetti
- Production : Rene Aure, Tita Tamames et Rosa Zemborain
- Musique : Julián Plaza
- Directeur de la photographie : Juan Carlos Desanzo
- Pays d'origine : Argentine
- Format : Couleurs
- Genre : Drame
- Durée : 108 minutes
- Date de sortie :  1974

## Distribution
- Héctor Alterio : Martin Santomé
- Luis Brandoni : Esteban Santomé
- Ana María Picchio : Laura Avellaneda
- Marilina Ross : Blanca Santomé
- Cipe Lincovsky : la mère de Laura
- Oscar Martínez : Jaime Santomé
- Lautaro Murúa : le gérant
- Norma Aleandro : la femme du bus